# Kanton Baie-Mahault-1
Der Kanton Baie-Mahault-1 ist ein Wahlkreis im französischen Département Guadeloupe. Er umfasst seit seiner Neubildung im Zuge der Kantonsreform von 2015 einen Teil der Gemeinde Baie-Mahault. Der andere Teil gehört seit dieser Zeit zum Kanton Baie-Mahault-2. Zuvor waren Kanton und Gemeinde deckungsgleich.

## Gemeinden
- Baie-Mahault (Teilgebiet)

Der Kanton besteht aus einem Gemeindeteil mit insgesamt 19.294 Einwohnern (Stand: 1. Januar 2022) auf einer Gesamtfläche von 32,22 km²:
| Gemeinde              | Einwohner 1. Januar 2022 | Fläche km² | Dichte Einw./km² | Code INSEE | Postleitzahl |
| --------------------- | ------------------------ | ---------- | ---------------- | ---------- | ------------ |
| Baie-Mahault          | 19.294                   | 32,22      | 599              | 97104      | 97139, 97142 |
| Kanton Baie-Mahault-1 | 19.294                   | 32,22      | 599              | 97104      | –            |

1. ↑   Der südwestliche Teil der Gemeinde gehört zum Kanton Baie-Mahault-2.